# اوچونجو میل‌لی
اوچونجو میل‌لی (به لاتین: Üçüncü Milli) یک منطقهٔ مسکونی در جمهوری آذربایجان است که در شهرستان کلبجر واقع شده‌است.